# Eliseo Izquierdo
Eliseo Izquierdo (San Cristóbal de La Laguna, 14 de abril de 1931) es un periodista e investigador español.

## Biografía
Natural de la localidad tinerfeña de San Cristóbal de La Laguna, donde nació en 1931, trabajó para los periódicos El Día y La Tarde. Publicó en 2005 Periodistas canarios siglos XVIII al XX: propuestas para un diccionario biográfico y de seudónimo, digitalizado por la Asociación de Periodistas de Santa Cruz de Tenerife en 2022. También ha publicado Encubrimientos de la identidad: seudónimos y otros escondrijos en la literatura, el periodismo y las artes en Canarias (2019, en dos volúmenes) y una biografía de Alfredo Torres Edwards.